# Wat Koh
Wat Koh is een tempel (wat) in de stad Phnom Penh in Cambodja. Deze tempel is samen met Wat Phnom een van de oudste tempels in de stad. De tempel werd echter pas populair bij de gelovigen nadat er een meertje op het tempelterrein werd aangelegd in de jaren 50 van de 20e eeuw.